# Prljavo kazalište (album)
Prljavo kazalište je debitantski studijski album zagrebške rock skupine Prljavo kazalište. Glavni vokal je prispeval Davorin Bogović, album pa je obarvan v punkovskem stilu. Album vsebuje hite: »Mladić u najboljim godinama«, »Subotom uveče« in »Sretno dijete«. Producent je Ivan Stančić, album pa je izšel pri založbi Suzy.
Državni mediji so ga bojkotirali zaradi angažiranosti tekstov in prozahodne glasbe, prah pa je dvignila tudi skladba »Neki dječaci«, ki se ukvarja s homoseksualno tematiko.
Prljavo kazalište je bil leta 1998 uvrščen na 61. mesto lestvice 100 najboljših jugoslovanskih rock in pop albumov v knjigi YU 100: najbolji albumi jugoslovenske rok i pop muzike.

## Seznam skladb
Avtor vseh skladb je Jasenko Houra.
| A stran | A stran                              | A stran |
| Št.     | Naslov                               | Dolžina |
| ------- | ------------------------------------ | ------- |
| 1.      | „Ja sam mladić u najboljim godinama‟ | 1:55    |
| 2.      | „Bit će bolje‟                       | 1:35    |
| 3.      | „U mojoj općini problema nema‟       | 2:28    |
| 4.      | „Neki dječaci (Some Boys)‟           | 4:43    |
| 5.      | „Veze i poznanstva‟                  | 3:06    |
| 6.      | „Noć‟                                | 2:06    |

| B stran | B stran                                            | B stran |
| Št.     | Naslov                                             | Dolžina |
| ------- | -------------------------------------------------- | ------- |
| 1.      | „Čovjek za sutra‟                                  | 1:44    |
| 2.      | „Subotom uveče‟                                    | 3:47    |
| 3.      | „Šta je to u ljudskom biću što ga vodi prema piću‟ | 2:44    |
| 4.      | „Sretno dijete‟                                    | 2:04    |
| 5.      | „Na posljednjoj tramvajskoj stanici‟               | 4:35    |

## Zasedba
- Jasenko Houra – kitara
- Tihomir Fileš – bobni
- Zoran Cvetković – solo kitara
- Ninoslav Hrastek – bas kitara
- Davorin Bogović – vokal